# Thomas Jordan (general estadounidense)
Thomas Jordan (30 de septiembre de 1819 –  27 de noviembre de 1895) fue un general confederado y operador mayor en la red de Espías Confederados, durante la Guerra de Secesión estadounidense. Militar de carrera en los ejércitos de tres naciones, había luchado previamente en la Intervención estadounidense en México, y posteriormente en 1868 fue nombrado chief of staff del ejército independentista cubano, que luchaba para obtener la independencia cubana de España. Renunció en 1870 y regresó a los Estados Unidos, Estableciéndose en la ciudad de Nueva York. Jordan fue también editor de periódicos y autor, escribiendo artículos sobre la Guerra Civil Estadounidense.

## Primeros años y carrera militar
Thomas Jordan fue el primogénito de Gabriel y Elizabeth "Betsey" Seibert Jordan, nacido en el Valle de Luray, Virginia. Se cree que fue educado en las escuelas locales del Condado de Shenandoah, Virginia (actualmente Condado de Page (Virginia). Ingresó en la Academia Militar de los Estados Unidos, en West Point, graduándose en 1840.
Jordan ingresó al ejército como subteniente, en el 3er Regimiento de Infantería, y fue asignado a la guarnición de Fort Snelling, Minnesota.  Luchó en la Segunda Guerra Seminola, contra los indios Seminolas. Estuvo entre los soldados que capturaron sorpresivamente al Jefe "Tiger Tail", cerca de Cedar Keys, en noviembre de 1842.
Jordan estuvo asignado a la frontera occidental hasta 1846, cuando fue ascendido a primer teniente.  Durante la Intervención estadounidense en México, sirvió eficientemente en las batallas de Palo Alto y Resaca de la Palma. En 1847, fue ascendido a capitán y sirvió como quartermaster.  Permaneció en Vera Cruz durante un año en un cargo administrativo.  Posteriormente, fue designado en varias guarniciones del Sur y en la Costa del Pacífico.
En fecha tan temprana como 1860, comenzó secretamente a urdir una red secreta de espionaje a favor del Sur en Washington, D.C., que se encontró particularmente activa en el período inmediato posterior a la secesión.  A inicios de 1861, Jordan le traspasó el control de la red de espionaje a Rose O'Neal Greenhow; sin embargo, él continuó recibiendo y evaluando sus reportes después de su arresto domiciliario en agosto de 1861 y posterior prisión en Washington, DC en enero de 1862.  He appeared to be her Confederate Secret Service "handler" during the formative phase of Confederate intelligence.

## Guerra de Secesión
El 22 de mayo de 1861, Jordan renunció al Ejército de la Unión. Fue comisionado como capitán en el huidizo ejército confederado. Ascendió rápidamente y para junio de 1861, ya era teniente coronel y staff officer, alcanzando en la Primera Batalla de Manassas el grado de coronel y chief of staff bajo el mando de P.G.T. Beauregard. También fue general adjunto y acompañó al Presidente Jefferson Davis en un recorrido post-batalla del campo.
Jordan posteriormente  acompañó a Beauregard en su recorrido hacia el Frente occidental en Kentucky. Durante el avance desde Corinth, Misisipi, hacia Tennessee, rindió un valioso servicio preparando a los hombres para la Batalla de Shiloh, en donde fue conspicuo, manejando eficientemente el flujo de las órdenes desde y hacia los variados comandantes y sus respectivos staffs.
Por sus acciones en Shiloh, fue ascendido a general de brigada el 14 de abril de 1862, y sirvió como chief of staff del General Braxton Bragg durante su Campaña de Kentucky. Cuando Beauregard fue reasignado a la defensa de Charleston, Carolina del Sur, Jordan acompañó a su antiguo amigo y mentor como chief of staff en ese departamento. En mayo de 1864, fue designado comandante del Tercer Distrito Militar de Carolina del Sur.

## Guerra de los Diez Años en Cuba
Inmediatamente después de la guerra civil, Jordan se asentó en Tennessee, desde donde publicaba una revisión crítica de las operaciones confederadas y administración en Harper's Magazine.  Se convirtió en el editor del periódico Memphis Appeal en 1866. En 1868, co-publicó junto a J. B. Pryor un libro titulado: The Campaigns of Lieutenant-General Forrest.
Ese mismo año, el general Jordan, con su vasta experiencia administrativa y de combate, fue designado General en Jefe del Ejército Libertador de Cuba. En mayo de 1869, como General en Jefe de dicho ejército, desembarcó en Mayarí con 300 hombres, y suficientes armas, municiones y suministros para los 6,000 hombres adicionales que él esperaba se le unieran en la rebelión. En diciembre de 1869, Jordan se convirtió en el cabecilla del ejército cubano mambí, quienes luchaban por la independencia de Cuba de España, durante la Guerra de los Diez Años (1868-1878). Alcanzó una significativa victoria sobre fuerzas enemigas superiores en Guáimaro, en enero de 1870. Ante la escasez extrema de recursos, Jordan renunció a su puesto en Cuba un mes después y regresó a los Estados Unidos, con lo cual finalizó su larga carrera militar.

## Últimos años y muerte
Eventualmente se estableció en Nueva York. Continuando con su interés por escribir, Jordan publicó numerosos artíiculos sobre la Guerra Civil Estadounidense y se hizo editor del Mining Record.
Desde su residencia en Nueva York, Jordan continuó apoyando a la causa de la independencia de Cuba. Su fallecimiento por causas naturales el 27 de noviembre de 1895, a tan solo unos meses de reiniciada la lucha independentista en Cuba, fue lamentado por todos los patriotas cubanos.
Jordan está enterrado en el Cementerio de Mount Hope en Hastings-on-Hudson, en el Condado de Westchester, Nueva York.